# Йохан V (Хоя)
Йохан V фон Хоя (на немски: Johann V von Hoya, der Streitbare, der wilde Jan, * ок. 1395; † 10 април 1466) е от 1426 до 1466 г. граф на Хоя (горно графство).

## Биография
Той е най-възрастният син на граф Ерих I фон Хоя († 1426) и съпругата му Хелена фон Брауншвайг-Волфенбютел († 1373), дъщеря на херцог Магнус II фон Брауншвайг-Люнебург и Катарина фон Анхалт-Бернбург.
Брат му Албрехт († 1470) е от 1436 г. епископ на Минден. Братята му Ерих († 1458) и Ото († 1440) са администратори на Мюнстер и Бремен.
Йохан наследява баща си като граф през 1426 г. Той участва в битки и войни против градовете Люнебург, Бремен и Оснабрюк. През 1441 г. жителите на Оснабрюк пленяват Йохан и го държат шест години затворен в кулата Букщурм.
През неговото време се строи днешната църква „Св. Мартин“ в Нинбург, която е осветена през 1441 г. През 1466 г. той е погребан там.

## Фамилия
Йохан се жени вече над шестдесет години през 1459 г. за Елизабет фон Дипхолц. Те имат трима сина:
- Йобст I (ок. 1460 – 1507), наследява го като граф
- Ерих (умира малък)
- Йохан (умира малък)